# BK Dnipro
BK Dnipro (ukrainisch баскетбольний клуб Дніпро)  ist ein ukrainischer Profibasketballverein aus Dnipro. Der Club spielt momentan in der ukrainischen Superliga. Neben der ukrainischen Meisterschaft spielte der Club in der Qualifikation zur VTB United League 2011/12 und scheiterte. Der größte sportliche Erfolg war der Gewinn des ukrainischen Ligapokals 2011.

## Erfolge
- Ukrainischer Ligapokal (1×): Sieger 2011

## Ehemalige Spieler
- 000 Donatas Zavackas 2006
- 000 Patrick Beverley 2008/09
- / Marcus Faison 2010
- 000 Ermin Jazvin 2010
- 000 Frederick House 2011
- 000 Jérôme Moïso 2011/12
- / Steve Burtt Jr. 2010–2012